# Bulbophyllum alticaule
Bulbophyllum alticaule är en orkidéart som beskrevs av Henry Nicholas Ridley. Bulbophyllum alticaule ingår i släktet Bulbophyllum och familjen orkidéer. Inga underarter finns listade i Catalogue of Life.